# Santa Creu de la Rodoreda
La Santa Creu de Rodoreda és la capella de la masia de la Rodoreda, del terme municipal Santa Maria d'Oló, a la comarca del Bages tot i que popularment unida a la del Moianès. És una capella bastant gran, d'una sola nau, situada en el complex d'edificis de la masia de la Rodoreda, a llevant de Santa Maria d'Oló.